# هال فيني
هال فيني (بالإنجليزية: Hal Finney)‏ هو لاعب كرة قاعدة أمريكي، ولد في 30 يوليو 1905 في لافاييت في الولايات المتحدة، وتوفي بنفس المكان في 20 ديسمبر 1991.

## وصلات خارجية
- هال فيني على موقعبيزبول رفرنس.كوم (الدوري الرئيسي) (الإنجليزية)
- هال فيني على موقعبيزبول رفرنس.كوم (الدوري الثانوي) (الإنجليزية)